# Flucht in Ketten (1986)
Flucht in Ketten (Originaltitel: The Defiant Ones) ist ein US-amerikanischer Spielfilm von MGM Television, Stormy Weathers Productions und Urich Productions aus dem Jahr 1986 mit Carl Weathers und Robert Urich in den Hauptrollen. Es handelt sich um eine Neuauflage des gleichnamigen Films aus dem Jahr 1958. Der zeitgenössische Film spielt in den Vereinigten Staaten von Amerika und handelt von zwei Sträflingen unterschiedlicher Hautfarbe, die aneinander gekettet fliehen und sich dabei näher kommen. Er erschien in der Bundesrepublik Deutschland im April 1986.

## Handlung
Der schwarze Sträfling Cullen Monroe begeht nach einer Schikane eines Wärters eine Unbeherrschtheit, worauf er mit ihm in tätlichen Streit gerät. Daraufhin soll er zur Disziplinierung zusammen mit anderen Häftlingen in ein anderes Lager versetzt werden. Die Gefangenen werden zu diesem Zweck paarweise zusammengekettet, so auch Monroe und der weiße Rassist Johnny Johnson, genannt Joker. Auf der Fahrt provoziert Monroe Johnson, bis der Fahrer einschreitet und dadurch einen Unfall verursacht, wodurch Monroe und Johnson entkommen können.
Die Flucht ist zunächst von Argwohn und Feindseligkeiten geprägt, doch mit der Zeit erkennen die Flüchtigen, dass sie nur gemeinsam entkommen können und reißen sich mehr und mehr zusammen. Unterdessen verfolgt eine Hundertschaft Bezirkssheriffs mit einem Rudel Spürhunde die beiden und kommt ihnen näher, was sie sich zusätzlich zusammenraufen lässt. In einer abgelegenen Werkstatt, als sie sich der Kette entledigen wollen, werden sie von den Cops gestellt und festgesetzt, jedoch von einem unbekannten Weißen und früheren Opfer von Polizeimisshandlungen aus Solidarität befreit.
Später gelangen sie an die heruntergekommene und alleinstehende Pauline, die mit ihrem minderjährigen Sohn Clyde in einem Wohnwagen haust. Sie macht sich schnell an Johnson heran, wie zuvor bereits erfolglos an Sheriff Carpenter, und beschränkt die Hilfe für Monroe auf das Wesentliche. Nachdem sie die Kette mit einer Axt durchtrennt hat, verlässt Monroe die beiden. Johnson folgt ihm jedoch, als er erfährt, dass Pauline Monroe verraten und ihn in den sicheren Tod geschickt hat. Dabei wird er von Clyde angeschossen. Ungeachtet seiner Verwundung setzt er alles daran, Monroe zu warnen. Nachdem im Gegenzug auch Monroe sich uneigennützig für ihn verwendet hat, werden sie von den Häschern abermals gestellt.

## Kritiken
TV Spielfilm schrieb über den Fernsehfilm, er „stellt Bild für Bild den gleichnamigen Klassiker von 1958 nach (mit Tony Curtis und Sidney Poitier) - nur natürlich in Farbe. Aber wer hat je darum gebeten?“ Das Fazit lautete: „Überflüssiges Remake eines großen Vorbilds.“

„Banale Dialoge und eine mittelmäßige Inszenierung passen zur Naivität der Botschaft; bemerkenswert ist allein die stimmungsvolle Fotografie.“

## Sonstiges
- Der Film war auf VHS-Kassette erschienen.
- Lagerchef Carpenter bildet zwecks Transports drei zusammengekettete Paare, ein schwarzes, ein weißes und ein gemischtes – Monroe und Johnson. Als er am Unfallort erfährt, dass nur vier von sechs Gefangenen geborgen sind, zwei schwarze und zwei weiße, und damit die Konstellation zweifelsfrei feststeht, erkundigt er sich dennoch, ob ein gemischtes Paar unter den Geborgenen ist, um die Identität der Flüchtlinge zu ermitteln.
- Die Handschellen der Verbindungskette als zentrale Filmrequisite sind reale Justizfesseln des amerikanischen Fabrikats Strauss.

## Synchronisation
Es gibt zwei verschiedene Synchronisationen. Die Synchronsprecher für die deutsche Fassung der Interopa Film GmbH, Berlin (1. Synchro):
- Johnny Johnson: Frank Glaubrecht
- Cullen Monroe: Kurt Goldstein
- Leroy Doyle: Michael Chevalier
- Floyd Carpenter: Klaus Sonnenschein
- Clyde: Tarek Helmy
- Fred: Karl Schulz
- Jeffcoat: Hans-Werner Bussinger
- Lonny: Wolfgang Kühne
- Pauline: Rita Engelmann
- Sergeant Randall: Hans-Jürgen Wolf
- Mason: Detlef Bierstedt
- Hundeführer: Helmut Gauß

Die Synchronsprecher für die deutsche Fassung (2. Synchro):
- Johnny Johnson: Michael Brennicke
- Cullen Monroe: Frank Engelhardt
- Leroy Doyle: Günter Clemens
- Floyd Carpenter: Gudo Hoegel
- Mason: Oliver Grimm